# Застава Турске
Застава Турске састоји се из белог полумесеца и беле петокраке звезде на црвеном пољу. Застава се назива Ay Yıldız (дословно, „месец звезда") или al sancak ("црвени барјак") на турском. Застава има сложено порекло с обзиром да је позната из раног периода историје а практично је идентична последњој застави Османског царства која је усвојена 1844. године. Једина разлика је унеколико промењена размера, законом из 1936. године.
Нијанса црвене која се употребљава је Pantone 186, или RGB (227, 10, 23).

## Историја
Симбол полумесеца и звезде, данас углавном повезан са исламом био је коришћен на подручју Мале Азије и од стране турских народа пре настанка ислама. Што се тиче црвене боје, познато је да су Османлије користиле црвене заставе троугластог облика још од 1383. године, а да се облик променио у четвороугао током историје. Османлије су користиле различите изгледе заставе, са једним или неколико полумесеца а понекад и са зеленом подлогом. Мењао се и број кракова звезде. Током позног периода Османлијског царства црвена боја коришћена је за секуларне а зелена за верске институције. Број кракова звезде сведен је на пет 1844. године када је застава Турске заправо и попримила коначан изглед.
О настанку заставе постоје бројне легенде, које често контрирају историјским сазнањима.